# Добровський Лейба-Іцик Йосифович
Лейба-Іцик Йосифович Добровський (* 1910, с. Ольшаниця Васильківського повіту Київської губернії, Російська імперія  — 1969, Київ, УРСР) — учасник національно-визвольного руху ОУН і УПА.
—Борець за незалежність України у XX сторіччі

## Життєпис
Народився 1910 року в с. Ольшаниця Рокитнянського району Київської області. Єврей. Жив у Києві. Мав вищу освіту. Мобілізований до Червоної армії 22 червня 1941 року. В жовтні 1941 року під Полтавою потрапив до німецького полону. Вибрався з полону й дістався Рівненщини.  В листопаді 1941 року став членом Організації Українських Націоналістів (ОУН). Вступив до лав Української Повстанської Армії. Псевдо – «Валерій». В липні 1943 року Лейба-Іцик Добровський став політичним консультантом у політичному відділі при командуванні УПА-Північ. Перебував у підпіллі з 1941 до 1944  року. Був автором відомих звернень УПА, зокрема – звернень до представників народів Азії та Кавказу, а також публіцистичної роботи «Як московський царат підкоряв народи». У лютому 1944 року був заарештований СМЕРШем. Військовий трибунал Київського гарнізону засудив вояка УПА Лейбу-Іцика Добровського до 10 років виправно-трудових таборів і 5 років позбавлення прав з конфіскацією майна. Після повернення із заслання  оселився в Ірпені Київської області, працював на заводі постачальником. Згодом вдруге одружився й переїхав до нової дружини Рози в Київ на вулицю Круглоуніверситетську. Помер Лейба Добровський 1969 року у віці 58 років, похований у Києві. 